# 纳维廖河畔库米尼亚诺
纳维廖河畔库米尼亚诺（義大利語：Cumignano sul Naviglio），是意大利克雷莫纳省的一个市镇。总面积6平方公里，人口420人，人口密度70.0人/平方公里（2009年）。国家统计（ISTAT）代码为019039。